# عنكبوت صياد لحوي
عنكبوت صياد لحوي (الاسم العلمي: Eusparassus barbarus) هو نوع من العنكبوتيات يتبع جنس العنكبوت من فصيلة العناكب الصيادة.